# Znak żółwia

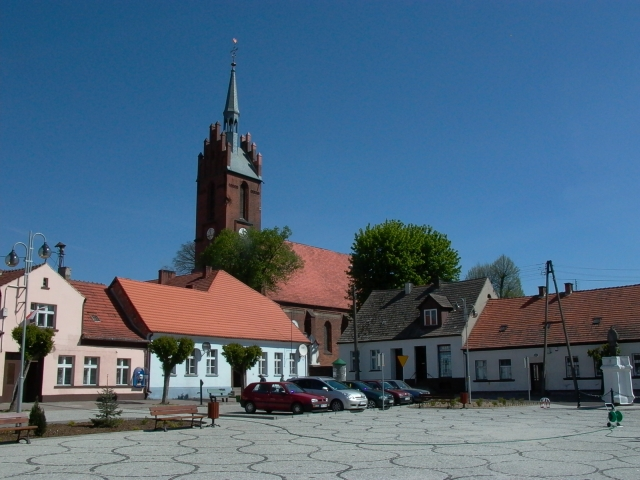
Akcja powieści toczy się w okolicach Bledzewa

Znak żółwia – powieść przygodowa dla starszej młodzieży, napisana przez Eugeniusza Pauksztę w 1961. Wznowienia wydano w 1965, 1979 i 1986 (ostatnie wydanie w opracowaniu graficznym Macieja Buszewicza).
Akcja powieści rozgrywa się na ziemi lubuskiej, w niewskazanej z nazwy wiosce w okolicy Bledzewa. Dwóch autostopowiczów – Roman Solecki z Warszawy i Heniek Kubiak z Poznania, podróżujących wspólnie od kilku wakacyjnych dni, ulega wypadkowi w małej PGR-owskiej wsi pod Bledzewem, zamieszkałej w dużej części przez rolników trudniących się rybactwem w tutejszych czystych jeziorach. Przymusowy postój owocuje dogłębnym poznaniem miejscowej społeczności, złożonej z imigrantów z Wielkopolski, Kresów Wschodnich oraz autochtonów. Bohaterowie zostają także wciągnięci w pracę rybaków, lokalne problemy i miłości. Pomagają np. przy naprawie starego motocykla Zündapp. Sekunduje im para rezolutnych miejscowych chłopców – Benek i Tolek oraz ich pies – Lubusz.
Główny wątek powieści stanowi jednak sprawa kryminalna, związana z szajką okradającą okoliczne sklepy, PGR i pociąg na linii Międzyrzecz – Skwierzyna. Istotnym akcentem jest także eksploracja bunkrów MRU, ruin miejscowego pałacu i badanie stanowisk archeologicznych we wsi z pomocą młodych naukowców.
Powieść ma przesłanie społeczne, pochwalające wspólne działanie dla dobra społeczności lokalnej.